# Вишња на Ташмајдану (представа)
Вишња на Ташмајдану је позоришна представа коју је режирао Михаило Тошић према комаду Синише Павића који је адаптирала Мила Станојевић.
Премијерно приказивање било је 13. априла 1967. у позоришту ДАДОВ.
Радња представе истражује живот неколико младих из једне школе у Београду и њихове проблеме.

## Улоге
| Лица               | Глумци                             |
| ------------------ | ---------------------------------- |
| Миша               | Горан Султановић                   |
| Вишња              | Злата Нуманагић                    |
| Марко              | Бранко Цвејић                      |
| Жижа               | Славенко Салетовић                 |
| Оли                | Бранислав Поповић                  |
| Бобан              | Милан Крављанац                    |
| Воја               | Зоран Вељовић                      |
| Гордана            | Нада Павловић                      |
| Олијев отац        | Сава Стојиљковић                   |
| Стручњак за квакве | Милан Сремац                       |
| Директор           | Михаило Тошић                      |
| Келнер             | Предраг Стојановић                 |
| Усамљена жена      | Цвијета Месић                      |
| Девојке            | Љиљана Јовановић Драгана Булатовић |
| Младић             | Александар Златовић                |

## Галерија
- Фотографија са извођења представе
- Фотографија са извођења представе
- Фотографија са извођења представе